# Bloemendaal
Bloemendaal és un municipi de la província d'Holanda del Nord, al centre-oest dels Països Baixos. L'1 de gener de 2021 tenia 23.478 habitants repartits per una superfície de 43,29 km² (dels quals 5,36 km² corresponen a aigua). Limita al nord amb Velsen, a l'oest amb Zandvoort, a l'est amb Haarlem i Heemstede, i al sud amb Noordwijkerhout (Holanda del Sud) i Hillegom. Des de fa anys és el municipi més ric dels Països Baixos.

## Centres de població
Aerdenhout, Bennebroek, Bentveld, Bloemendaal aan Zee, Overveen (cap de municipi) i Vogelenzang.

## Ajuntament
Des del 6 de setembre 2017, l'alcalde del municipi és Elbert Roest de Demòcrates 66. Els 17 membres del consistori municipal són, des del 2022:
- VVD - 5 regidors
- D66 - 3 regidor
- Hart voor Bloemendaal - 3 regidors
- GroenLinks - 3 regidors
- PvdA - 1 regidor
- CDA - 1 regidor
- Liberaal Bloemendaal – 1 regidor
- Zelfstandig Bloemendaal - 1 regidor